# Quebrada de Carcas
Quebrada de Carcas är en flod  i Bolivia, på gränsen till Chile. Det är belägen i den sydvästra delen av landet, 400 km väster om huvudstaden Sucre.
Omgivningen kring Quebrada de Carcas är ofruktbar med liten eller ingen växtlighet och området är nästan obefolkat, med mindre än två invånare per kvadratkilometer.